# Чапаевский сельский совет (Крым)
Чапаевский сельский совет (укр. Чапаєвська сільська рада, крымскотат. Çerkez Tobay köy şurası) — административно-территориальная единица в Советском районе в составе АР Крым Украины (фактически до 2014 года), ранее до 1991 года — в составе Крымской области УССР в СССР, до 1954 года — в составе Крымской области РСФСР в СССР, до 1945 года — в составе Крымской АССР РСФСР в СССР. Расположен в центре района, в степном Крыму. Население по переписи 2001 года — 3306 человек, площадь сельсовета — 95 км².
К 2014 году сельсовет включал 6 сёл:

| - Коломенское - Николаевка - Новосёловка | - Новый Мир - Хлебное - Чапаевка |

## История
Черкез-Тобайский сельсовет был образован в 1930-е годы (на 1940 год он уже существовал). Указом Президиума Верховного Совета РСФСР от 21 августа 1945 года Черкез-Тобайский сельсовет был переименован в Чапаевский. С 25 июня 1946 года сельсовет в составе Крымской области РСФСР. 26 апреля 1954 года Крымская область была передана из состава РСФСР в состав УССР. На 15 июня 1960 года в составе совета числились следующие населённые пункты:

| - Коломенское - Лоховка - Лучевое - Николаевка - Новосёловка | - Новый Мир - Привольное - Хлебное - Чапаевка |

Указом Президиума Верховного Совета УССР «Об укрупнении сельских районов Крымской области», от 30 декабря 1962 года Советский район был упразднён и сельский совет включили в Нижнегорский. 8 декабря 1966 года Советский район был восстановлен и совет вновь включили в его состав. К 1968 году Лоховка и Лучевое были переданы в Красногвардейский сельский совет, Привольное — в Прудовский и совет обрёл современный состав. С 12 февраля 1991 года сельсовет в восстановленной Крымской АССР, 26 февраля 1992 года переименованной в Автономную Республику Крым. С 21 марта 2014 года — аннексирован Россией. Законом «Об установлении границ муниципальных образований и статусе муниципальных образований в Республике Крым» от 4 июня 2014 года территория административной единицы была объявлена муниципальным образованием со статусом сельского поселения.